# Муртузалиев, Арсланали Исмаилович
Арсланали Исмаилович Муртузалиев (13 августа 1951 — 15 марта 2022, Махачкала, Дагестан, Россия) — советский боксёр, тренер по боксу, Заслуженный тренер РСФСР (05.11.1985), Заслуженный тренер СССР (24.10.1989).

## Спортивная карьера
Работал в ШВСМ и в «Динамо». С 1981 по 1983 годы был председателем федерации бокса Дагестанской АССР. С 1981 по 1992 главный тренер сборной Дагестанской АССР по боксу. Трижды Муртузалиев входил в тройку лучших тренеров по боксу в СССР. Единственный заслуженный тренер СССР по боксу в Дагестане. Также он работал в махачкалинской школе имени Бузая Ибрагимова. Скончался 15 марта 2022 года.

## Известные воспитанники
- Шанавазов, Нурмагомед Магомедсаидович — серебряный призёр Олимпийских игр[5];